# 屋上遊園地
屋上遊園地（おくじょうゆうえんち）は、主として日本の百貨店の屋上にある遊戯施設を指す。昭和30年代初めより昭和40年代半ばにかけてが絶頂期であった。

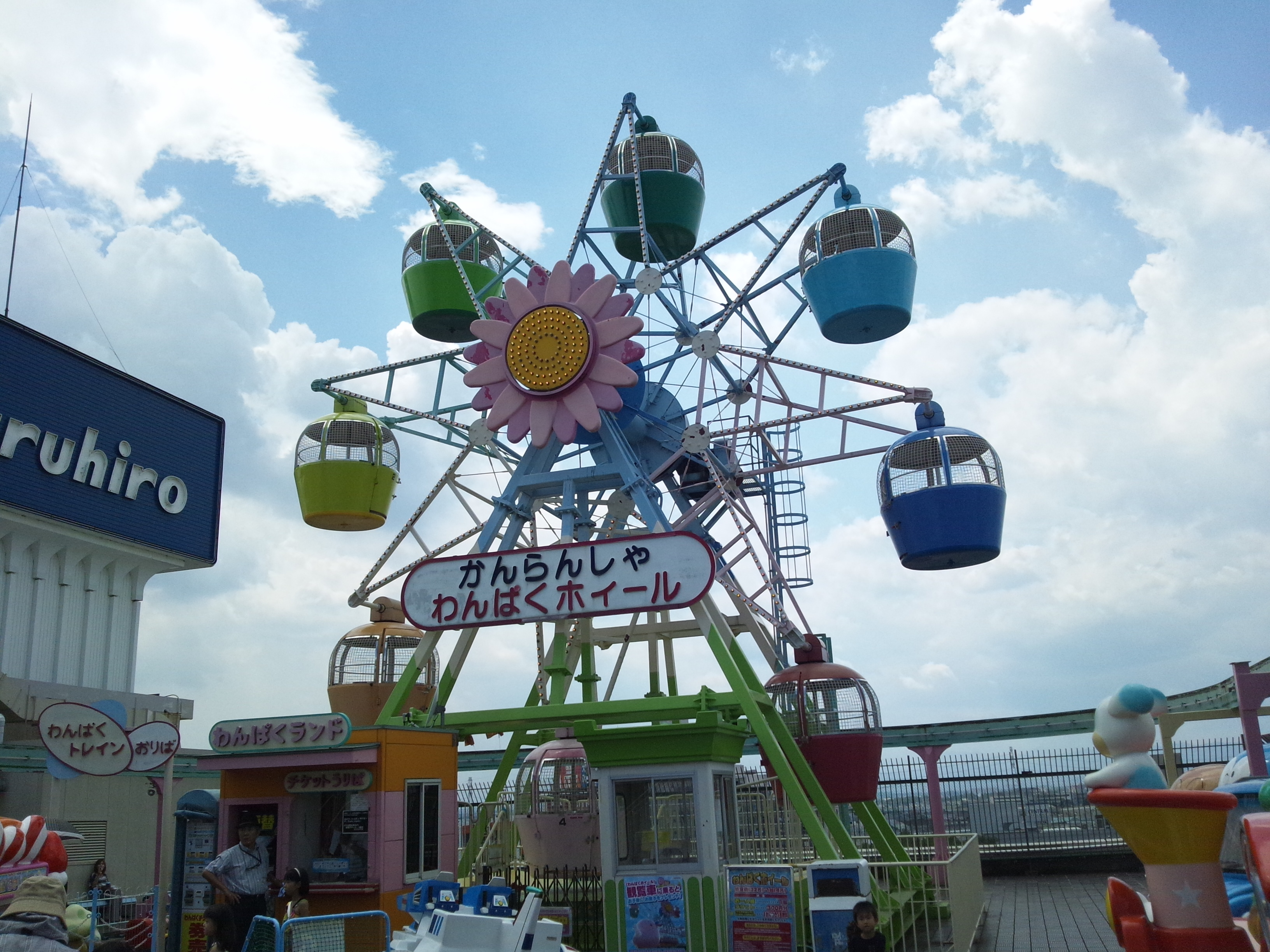
2019年まで存在した丸広百貨店川越店（埼玉県川越市）の屋上遊園地。

## 歴史

### 戦前・戦中
日本における店舗内遊戯施設の起こりは、1903年（明治36年）に日本橋白木屋呉服店（後の東急百貨店日本橋店、現在跡地はコレド日本橋）内でシーソーや木馬など遊戯室を設置したのが始まりである。1907年（明治40年）には、日本橋三越が「空中庭園」と銘打った屋上庭園を開園し、約60坪程度の敷地には噴水、池、植物（藤棚、盆栽）、廻転パノラマ、望遠鏡などを備えた。ただしこれはいわゆる山の手在住の人々の利用が一般的であった。同年には松屋神田店（神田鍛冶町）が屋上遊覧所を設ける。1912年（大正元年）になると、大丸京都店がローラースケート場や音楽堂を屋上へ設置。その後は、1923年（大正12年）に開店した松坂屋銀座店屋上にライオン、豹を始めとする動物園を開園した。

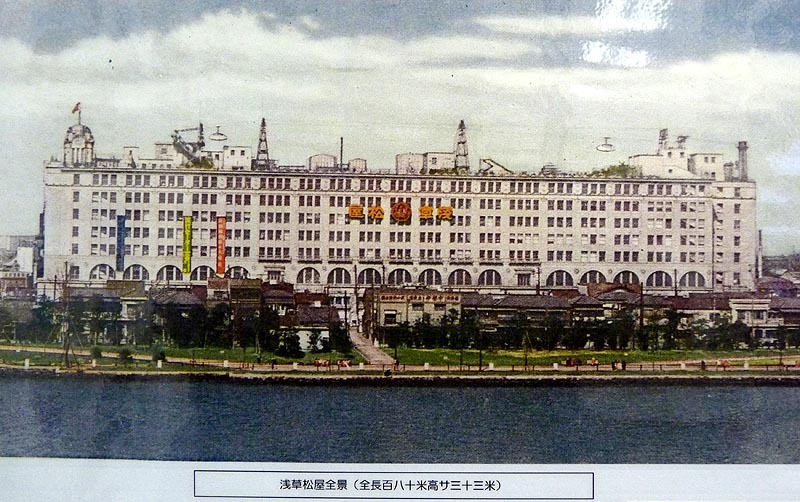
1931年の松屋浅草店。屋上に「航空艇」があるのが見える

常設による日本初の屋上遊園地は、日本娯楽機製作所（現・ニチゴ）の遠藤嘉一が1929年（昭和4年）に日本初の自動木馬を開発（宝塚新温泉への納入実績により）したことから、1931年（昭和6年）11月に東武浅草駅の駅ビルに開店した松屋浅草店に設けられた。日本娯楽機製作所社長の遠藤嘉一は、設計技師と話し合って「スポーツランド」と命名する。これはその後の「○○ランド」のはしりとなった。
開園にあたって、当時世界一の規模を誇っていたアメリカ・コニーアイランドの遊園地とドイツのハーゲンベック動物園を参考とし、小動物園、自動木馬、そして8人乗りロープウェイの「航空艇」を設置した。屋上両端を往復する、銀色の流線型ボディの航空艇は、眼下に隅田川が見渡せるとあって名物となる（当初の計画では、隅田川を越えて対岸から折り返し運転する予定だったが、許可が下りず断念した）。その他ではローラースケートやボウリング、パネルに得点などが表示されるシステムの固定設置である自転車競走とボートレース競技、2人がかりで操作する競馬機、半弓射撃機、自動キネマ、パチンコで菓子が出てくる遊技機などが揃っていた。
松屋浅草店開店時の新聞広告では「松屋七階に大スポーツランド出現」と大々的な告知がされた。それは同じ下町でも、主に山の手層が利用する日本橋と銀座、そして既に一大ターミナル駅となっていた新宿のデパートとは異なり、庶民層の利用が多い浅草を意識した戦略だった。その松屋浅草店の威容は、周辺に高い建物がなかった当時では一際抜きん出た存在で周囲を圧倒していた。
連日大盛況だったスポーツランドだが、傍観する者がほとんどで実際に遊ぶ者は少なかった。そんな状況が2か月続いた事から、日本娯楽機械製作所社長の遠藤はプランを練り直し、豆汽車、豆自動車、コーヒーカップ、人力で押して回る象乗り機など、親子共々で遊べる遊具に変更し、大当たりし始める。中でも、板金製のボディに車のパーツを使用した豆自動車は時速15キロほどのスピードが出ることから人気が高く、専属係員を約20名要するほどの過熱ぶりであった。
日本娯楽機械株式会社（現　ニチゴワールド株式会社：鈴木徹也会長）が発行した1935年（昭和10年）頃のカタログによれば、伊勢丹、上野・銀座松坂屋を始めとして、北は北海道から南は九州のデパート、さらには満州へ遊具の納入が及ぶほど勢いづき、そのカタログには前述の遊具以外にも様々な種類が存在した。しかし、そんな好況も第二次世界大戦（太平洋戦争）が始まるにつれ、戦時下の国家統制によって日本全国の遊園地や遊技場は次々と閉鎖。松屋浅草店の航空艇はむろんのこと金属類は全て供出され、木材に至っては銭湯の焚き付けへと姿を変えた。

### 戦後復興期

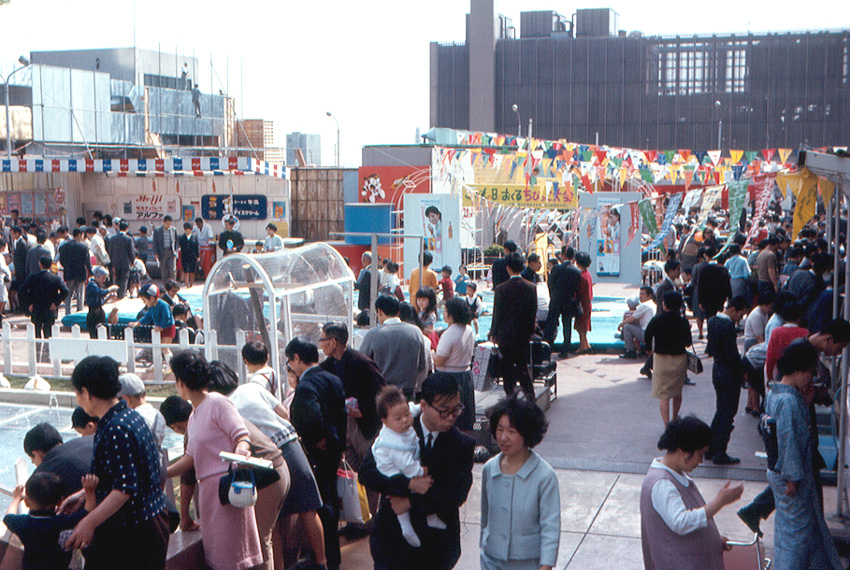
銀座松屋の屋上（1967年）

長かった戦争もようやく終わりを告げ、1946年（昭和21年）12月に、松屋浅草店1階の150坪でスポーツランドは再開した。銀座店・横浜店は進駐軍に接収されたが、浅草店は免れたことで早期復旧へと繋がる。豆汽車3両、自動木馬3台、ボール投げ1台を遠藤は製作し、娯楽に飢えていた子供達から大好評を博す。次第に都市復興の兆しが見え始めていた1949年（昭和24年）になると、複式飛行塔を屋上へ設置。翌1950年（昭和25年）には航空艇を設置していた南端台座に、60人乗りとなる「スカイクルーザー」が登場する。土星に似た斬新なデザインで、360度水平回転し浅草の街や隅田川を見下ろせるスカイクルーザーは、まるでビルの外へ放り出されそうになる重力感とスピード、スリルが味わえることから人気が殺到した。そして、夜は縁取られたネオンによって爛々とした光彩を放ち、その姿は浅草の新たなシンボルでもあった。また、多くの映画やハリウッド映画のロケに使われたり、日曜祝祭日には多くの家族連れやカップル（当時の用語では「アベック」）で賑わうなどして、その人気はかつての飛行艇を凌ぐほどの様相を呈していた、しかし老朽化と危険防止のため1960年（昭和35年）、わずか10年で撤去。
同じ頃、日本橋三越では常設による屋上遊園地がなかったものの、様々な催しが開かれた。1955年（昭和30年）にお猿の電車「ニコニコ号」を、1958年（昭和33年）にはパノラマや模型を駆使してディズニーランドの全貌を紹介する「こどもの夢の国!楽しいディズニーランド 」を開催する。これらは中村製作所（ナムコを経て、現在はバンダイナムコエンターテインメント）の中村雅哉社長が、三越の社長に「屋上に遊園地がないなんて百貨店ではなく九十九貨店!」と発した言葉により実現された。
1950年代半ば（昭和30年代初め）から1960年代後半（昭和40年代半ば）にかけてが屋上遊園地の全盛期であった。現在と比べて子供達の娯楽が乏しかったこともあって、子供達にとってはまさに天国であり楽園的な存在でもあった。大正時代から昭和50年ぐらいまでは、日曜日ともなると家族揃って半日から1日がかりでデパートで過ごすということは、行楽行事の一つでもあり、おもちゃ売り場、大食堂、屋上遊園地と子供達はその日を楽しみに待ち望んだ。

### 高度経済成長期
デパート屋上は遊園地だけではなく仮設ステージが設けられ、繊維メーカー主催による水着ショー、各種ミスコン、映画会社による出演者を交えた新作発表会、新人歌手のキャンペーン、人気歌手のサイン会や子供向けテレビ番組のキャラクターショーなどが催されるようになる。そしてこの頃は超高層ビルがなかった（霞が関ビルは1968年完成）ために、屋上からの眺めは抜群であり、備え付けの望遠鏡（双眼鏡）からはさらに遠方まで見晴らし良く望むことができた。
しかし、1972年（昭和47年）に大阪の千日デパートで、翌1973年（昭和48年）に熊本の大洋デパートで、共に死者100人を超える火災が発生したことによって事態は暗転し始める。消防法の改正により建造物屋上の半分を避難区域として確保することが義務付けられ、そのため、既存・新規に関わらず大型遊具の設置が難しくなった。さらに追い討ちをかけるかのごとく、テーマパークやゲームセンターの台頭もあって、デパート屋上からは次第に遊具と子供達の姿が消えてゆくこととなった。その後は、1977年（昭和52年） - 1978年（昭和53年）にかけてのスーパーカーブーム絶頂期に、日本各地のデパートがランボルギーニ・カウンタックを始めとしたスーパーカーの展示撮影会を行い、関連商品の販売人気も手伝って子供から大人まで連日大人気を博した。

### 平成以降
前述の消防上の理由の他、少子化による幼年人口の減少やレジャーの多様化等といった様々な要因に伴い、各地域で屋上遊園地の閉園・縮小傾向は続いている。屋上遊園地だけにとどまらず、バブル崩壊後は新人歌手のキャンペーンやミスコンなどといった各種イベントの開催も激減したため、屋上ステージ（とそれを利用したイベント）も次第に姿を消した。2019年9月1日現在東京都内のデパート屋上に現役で遊園地があるのは、東武百貨店池袋店のみとなっている。
2023年10月、朝日新聞が日本百貨店協会に加盟する全170店舗を対象に、常設の屋上遊園地があるかを電話で尋ねたところ、営業をしていると答えたのは、松坂屋高槻店（大阪府高槻市）、松坂屋名古屋店（愛知県名古屋市）、大和香林坊店（石川県金沢市）、いよてつ高島屋（愛媛県松山市）、浜屋百貨店（長崎県長崎市）の5店舗だった。このほかにも小規模な遊具コーナーを設けている百貨店があったが、屋上遊園地という認識ではなかったという。

#### 平成20年代以降に閉園した主なデパート屋上遊園地
屋上遊園地が減る一方、「ミニ遊園地」としてふわふわ（エア遊具）、ウォーターボール(アクアボール)など撤去が比較的容易な遊具を導入する商業施設や、観覧車を設置する農業ファーム、商業施設も現れている。エスパルスドリームプラザ(静岡県静岡市)ではミニ遊園地と観覧車を導入している(株式会社ファーストニュー運営)。
- 2010年（平成22年）5月31日 - 松屋浅草店「プレイランド」
豆汽車・メリーゴーラウンド・ミニゴーカートの様な小さい乗り物にゲームマシン等が設置されていた。特に「わた菓子」君は人気で、行列ができるほどだが屋上の約半分がビアガーデン化するため更に減る。2011年、リーマンショック以降の大不況のさなかに松屋も大幅な減収減益となり松屋浅草店は4階以上を東武鉄道に返還することを決定した。そのため入居のテナントは退去を余儀なくされたがプレイランドのみ盛況を理由として営業延長の嘆願書を提出し、遊具も設置を続け半年間交渉を行った。しかしエレベーターも停止されていて営業は不可能でありやむなく撤退をした。最終日はテレビ中継も入り、親子３代など多くの愛用者ファンが詰めかけ、泣いているファンの人たちもいた。
東武浅草駅ビルの屋上はその後、屋上庭園「ハレテラス」となっている。

- 2013年（平成25年）

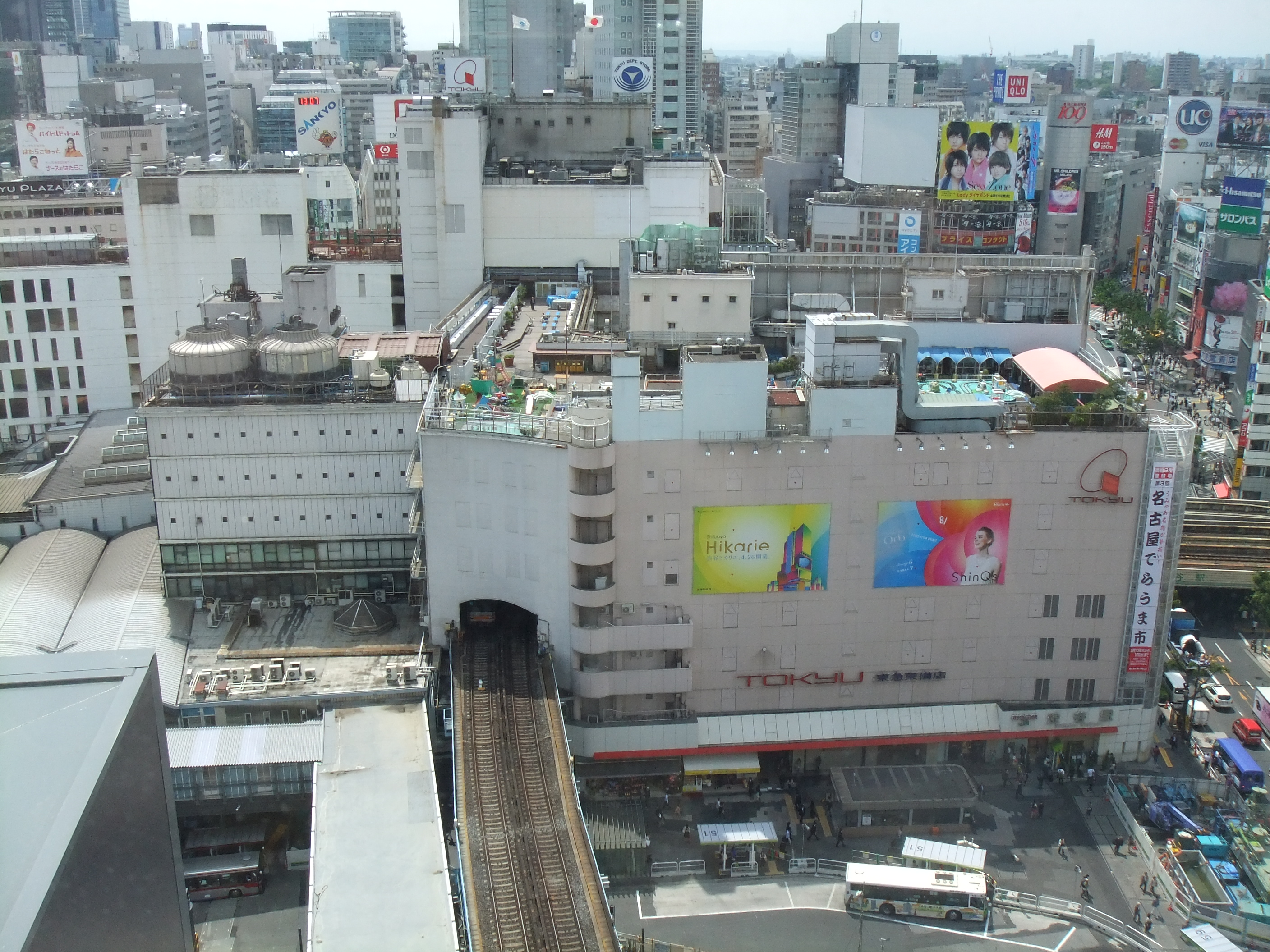
2012年5月の東急東横店。手前側が東館で、屋上に遊戯施設があるのが見える。

  - 3月31日 - 東急百貨店東横店「ちびっ子プレイランド」
渋谷再開発に向けて遊園地がある東館の建替に伴い閉鎖。
（東急東横店東館は2013年3月31日に閉館。東横店自体も2020年3月で全館閉店）
  - 6月30日 - 松坂屋銀座店「スカイランド」
銀座六丁目計画による再開発によるビル売却・解体に伴う。
- 2014年（平成26年）
  - 2月28日 - 阪神百貨店梅田本店「屋上遊園地」[6]
梅田1丁目1番地計画（阪神百貨店（阪神梅田本店）の入居する大阪神ビルディング及び新阪急ビルの建替計画）による再開発に向けて建替に伴い閉鎖。
  - 3月11日 - 松坂屋上野店「スカイランド」[7]
南館の売却を目的とした閉鎖・解体に伴う。
  - 9月28日 - 京王百貨店新宿店「スカイプレイランド」[8]
理由については未発表。
- 2019年（令和元年）
  - 6月2日 - 東急百貨店吉祥寺店[9]
建物本体の外装工事の際のスペース確保のため。
  - 9月1日 - 丸広百貨店川越店「わんぱくランド」[10][11]
建物本体の耐震工事に伴い、屋上スペースを資材置き場とするため[11]。
- 2020年（令和2年）
  - 8月31日 - そごう徳島店「プレイランド」

完全閉店に伴い閉鎖。2020年11月1日、アミコ「プレイランド」として復活[12]。
- 2024年（令和6年）5月6日 - 浜屋百貨店「プレイランド」[13]
施設の老朽化に加え、運営業者の廃業及び継承者が不在であるため。

このほか、デパートではないが、2014年3月には蒲田東急プラザ（東京都大田区）の屋上遊園地「プラザ･ランド」も蒲田プラザのリニューアル準備の一環として閉園。当時ここには東京23区で最後の屋上観覧車が設置されており、プラザ・ランド閉園と同時に稼働を停止したが、再開要望が数多く寄せられたために、同年10月9日のリニューアルオープンとともに開園した「かまたえん」とあわせて「幸せの観覧車」として復活した。

## 屋上遊園地が登場する映画

### 浅草松屋「スポーツランド」
- 純情の都（1933年 ピー・シー・エル映画製作所）
- カルメン純情す（1952年 松竹）
- とんかつ大将（1952年 松竹）
- ひまわり娘（1953年 東宝）
- 浅草物語（1953年 大映)
- お嬢さん社長（1954年 松竹）
- 渡り鳥いつ帰る（1955年 東京映画）
- 東京暗黒街・竹の家（1955年 20世紀フォックス）
- 下町(ダウンタウン)（1957年 東宝）
- その手にのるな（1958年 松竹）
- 疾風小僧（1960年 日活）
- ひとりぼっちの二人だが（1962年 日活）

## 屋上遊園地/ミニ遊園地の運営企業
- ナムコ
- CQアメニック（香川県高松市）
- ファーストニュー（兵庫県尼崎市）